# Dieter Kosslick
Dieter Kosslick (* 30. května 1948 v Pforzheimu v Německu) zastává funkci ředitele Mezinárodního filmového festivalu v Berlíně (Berlinale) již od 1. května roku 2001. Kosslick vystudoval na mnichovské univerzitě komunikační vědy, politiku a pedagogiku.